# Christian de Stolberg-Stolberg
Christian, comte de Stolberg-Stolberg (15 octobre 1748 – 18 janvier 1821) est un poète, frère de Friedrich Leopold de Stolberg, lui aussi un poète.

## Biographie
Né à Hambourg, il est magistrat à Tremsbüttel dans le Holstein, en 1777. Des deux frères, Frédéric est sans doute le plus talentueux. Christian n'est pas un poète de grande originalité, mais excelle dans l'expression de la douceur du sentiment.
Ils ont publié ensemble un volume de poèmes, Gedichte (édité par H. C. Boie, 1779); Schauspiele mit Chören (1787), leur objet dans le second travail pour faire revivre un amour pour le théâtre grec, et une collection de poèmes patriotiques Vaterländische Gedichte (1815).
Christian de Stolberg était le seul auteur de Gedichte aus dem Griechischen (1782), une traduction des œuvres de Sophocle (1787) Die weisse Frau (1814) et d'un poème en sept ballades, dont la dernière a atteint une popularité considérable.
Stolberg est marié à Louise de Stolberg. Il est mort à Windeby.